# 茨木市立玉櫛小学校
茨木市立玉櫛小学校（いばらきしりつたまくししょうがっこう）は、大阪府茨木市にある公立小学校。

## 歴史
- 1874年（明治7年）6月 - 島下郡第三区水尾小学校として開校
- 1895年（明治28年） - 沢良宜小学校を統合して島下郡玉櫛尋常小学校と改称
- 1911年（明治44年）1月 - 櫛農業補習学校が併設される（1934年まで）
- 1934年（昭和9年）9月21日 - 室戸台風の暴風雨により木造校舎が倒壊。生徒が下敷きとなり死傷者が出た[1]
- 1941年（昭和16年）4月 - 三島郡玉櫛国民学校に改称（国民学校令により）
- 1947年（昭和22年）4月 - 玉櫛村立小学校に改称（学制改革により）
- 1948年（昭和23年）1月 - 茨木市立玉櫛小学校に改称
- 1971年（昭和46年）4月 - 茨木市立水尾小学校を分離
- 1973年（昭和48年）4月 - 茨木市立天王小学校を分離
- 1974年（昭和49年）4月 - 茨木市立葦原小学校を分離
- 1980年（昭和55年）7月 - プール竣工
- 1982年（昭和57年）4月 - 茨木市立東奈良小学校を分離
- 2008年（平成20年）6月 - プール建設

## 通学区域
- 茨木市 玉櫛1・2丁目、玉水町、水尾2丁目の一部、水尾3丁目の一部、真砂1丁目の一部、沢良宜東町

卒業生は基本的に茨木市立南中学校と茨木市立天王中学校の2校に分かれて進学する。

## 交通アクセス
- 阪急京都本線・大阪モノレール南茨木駅より東へ徒歩約15分

## 出身者
- 宮迫博之…お笑い芸人（雨上がり決死隊）